# Moby Duck
Moby Duck (på svenska även kallad Moby Anka) är en figur i Kalle Ankas värld. Denne sjömansanka plöjer de sju haven med matrosen Blunder och sin tama delfin Tumle. Till yrket är Moby valfångare, och hans namn kommer från Herman Melvilles "monsterval" Moby Dick. Moby Duck spelar också dragspel.
Figuren skapades av Vic Lockman och Tony Strobl, och var tydligt inspirerad av Karl-Alfred, såväl till utseendet som till personligheten. Första serien med honom kom i tryck första gången 1967, i amerikanska Donald Duck 112. Den svenska debuten skedde samma år i Kalle Anka & C:o nr 48. Under åren 1967–1978 hade Moby Duck en egen tidning i USA. 
Efter att ha varit synnerligen ofta förekommande i såväl svenska som amerikanska disneyserier under 1970-talet, kom figuren i det närmaste att försvinna från disneyserierna under mitten av 1980-talet. Enstaka nya serier ser dock dagens ljus än idag.